# Бьекович, Ненад
Ненад Бьекович (серб. Ненад Бјековић; род. 5 ноября 1947, Лазарево, СФРЮ) — югославский и сербский футболист и футбольный тренер, нападающий.

## Клубная карьера
Бьекович начинал в своём местном клубе «Задругарь Лазарево», прежде чем перейти в «Пролетер Зренянин». Он оставался там четыре года, дебютировав в Первой лиге Югославии.
В 1969 году Бьекович был переведен в «Партизан». В сезоне 1975—1976 Бьекович был лучшим бомбардиром югославской первой лиги с 24 голами, помогая «Партизану» выиграть седьмой чемпионский титул.
В 1976 году Бьекович переехал за границу, во Францию, и подписал контракт с «Ниццей».

## Карьера в сборной
На международном уровне Бьекович сыграл 22 матча за Югославию и забил четыре гола.

## Достижения

### В качестве игрока

#### Командные
«Пролетер» Зренянин
- Победитель Второй лиги: 1966/67

«Партизан»
- Победитель Первой лиги: 1975/76

#### Индивидуальные
- Лучший бомбардир Первой лиги: 1975/76 (24)

### В качестве тренера
«Партизан»
- Победитель Первой лиги: 1985/86, 1986/87